# Renzo Olivo
Renzo Olivo (Rosario, Argentina; 15 de marzo de 1992) es un tenista profesional argentino. En octubre de 2016 alcanzó por primera vez el Top 100 de la clasificación de la ATP luego de obtener sus primeros dos torneos en individuales: el Challenger de Santos y el Challenger de Buenos Aires.

## Biografía
Desde muy pequeño comenzó a jugar al tenis en las instalaciones de Hanser, club privado de su padre Antonio y en donde pasaba la mayor parte de su tiempo. A los 12 años, Renzo ocupaba el puesto n.º  1 de Argentina tanto en singles como en dobles. Tras sus excelentes actuaciones a nivel nacional y coronándose en el máster de la copa Nike (disputado en el Buenos Aires Hurlingham Club) logró ganarse un lugar en el torneo mundial de esa edición, que se disputaba en Pompadour, Francia, logrando el 3.er puesto y despertando el asombro de Patrick Mouratoglou, que meses después lo contrató para integrar el equipo de jugadores de su academia ubicada en las afueras de París donde vivió 3 años. Ya instalado en Francia, disputó varios torneos logrando títulos y perfeccionando su juego. A los 16 años regresó a su ciudad natal a entrenarse con su padre.
Comenzó a jugar tanto el circuito júnior como profesional, logrando su primer punto ATP a los 17 años. Un año más tarde, obtuvo el 8.º puesto ITF a nivel mundial y a los 18 comenzó su carrera como tenista profesional. En 2010, representó a la Argentina en los Juegos Olímpicos de la Juventud de Singapur 2010.
Durante su carrera le ganó a los siguientes jugadores ubicados en el top 100: Rubén Ramírez Hidalgo (2013), Stephane Robert, Paul Henri Mathieu, Tommy Robredo (2014), Albert Montañés, Jarkko Nieminen (2015), Jiří Veselý, Fernando Verdasco, Facundo Bagnis, Yuichi Sugita, Mijaíl Yuzhny, Philipp Kohlschreiber, Thiago Monteiro (2016), Santiago Giraldo, Thomaz Bellucci, Mijaíl Kukushkin, Jo-Wilfried Tsonga y Horacio Zeballos (2017).

## Carrera
En 2016 llegó a su primera semifinal de un torneo ATP en el ATP 500 de Hamburgo tras derrotar a jugadores como Mijaíl Yuzhny (ex N.º  8) y Philipp Kohlschreiber (ex N.º  15). En semifinal perdió ante Pablo Cuevas por 7-5, 6-3. Esta gran actuación le daría a Renzo 180 puntos y su mejor clasificación en el ranking (109).

## Títulos Challenger (11; 3+8)
| Leyenda             | Individuales | Dobles |
| ------------------- | ------------ | ------ |
| ATP Challenger Tour | 3            | 8      |

### Individuales (3)
| N.º | Fecha      | Torneo                      | Superficie    | Oponente en la final | Resultado       |
| --- | ---------- | --------------------------- | ------------- | -------------------- | --------------- |
| 1.  | 25.09.2016 | Challenger de Santos        | Tierra batida | Thiago Monteiro      | 6–4, 7–65       |
| 2.  | 16.10.2016 | Challenger de Buenos Aires  | Tierra batida | Leonardo Mayer       | 2–6, 7–63, 7–63 |
| 3.  | 21.07.2019 | Challenger de San Benedetto | Tierra batida | Alessandro Giannessi | 5–7, 7–64, 6–4  |

### Dobles (8)
| N.º | Fecha      | Torneo                     | Superficie    | Compañero               | Oponentes en la final                    | Resultado        |
| --- | ---------- | -------------------------- | ------------- | ----------------------- | ---------------------------------------- | ---------------- |
| 1.  | 4.09.2011  | Challenger de Como         | Tierra batida | Federico Delbonis       | Martín Alund Facundo Argüello            | 6–1, 6–4         |
| 2.  | 5.08.2012  | Challenger de Manta        | Dura          | Duilio Beretta          | Víctor Estrella João Souza               | 6–3, 6–0         |
| 3.  | 13.06.2015 | Challenger de Moscú        | Tierra batida | Horacio Zeballos        | Julio Peralta Matt Seeberger             | 7–5, 6–3         |
| 4.  | 6.06.2021  | Challenger de Biella 7     | Tierra batida | Tomás Martín Etcheverry | Luis David Martínez David Vega Hernández | 3–6, 6–3, [10–8] |
| 5.  | 19.03.2022 | Challenger de Concepción 2 | Tierra batida | Andrea Collarini        | Cristian Rodríguez Diego Hidalgo         | 6–4, 6–4         |
| 6.  | 17.07.2022 | Challenger de Iasi         | Tierra batida | Geoffrey Blancaneaux    | Cristian Rodríguez Diego Hidalgo         | 6–4, 2–6, [10–6] |
| 7.  | 30.09.2023 | Challenger de Bogotá       | Tierra batida | Thiago Agustín Tirante  | Guillermo Durán Orlando Luz              | 7–66, 6–4        |
| 8.  | 10.03.2024 | Santa Cruz                 | Tierra batida | Andrea Collarini        | Hugo Dellien Murkel Dellien              | 6–4, 6–1         |

## Copa Davis (1)
| Torneo          | Equipo | Eliminatorias                   |
| Copa Davis 2016 | Juan Martín del Potro Federico Delbonis Leonardo Mayer Guido Pella Juan Mónaco Carlos Berlocq Renzo Olivo | 1R: 2-3 CF: 1-3 SF: 2-3 FN: 2-3 |